# 7309 Shinkawakami
7309 Shinkawakami eller 1995 FU är en asteroid i huvudbältet som upptäcktes den 28 mars 1995 av den japanska astronomen Takao Kobayashi vid Ōizumi-observatoriet. Den är uppkallad efter Shin-ichi Kawakami.
Asteroiden har en diameter på ungefär 5 kilometer.